# 直方市立直方第三中学校
直方市立直方第三中学校（のおがたしりつ のおがただいさんちゅうがっこう）は、福岡県直方市大字知古960番地に所在する直方市立の公立中学校。

## 沿革

### 経緯
1947年（昭和22年）7月、九州日満鉱業技術員養成所（後、九州日満鉱業学校に改名、1945年廃校）の跡地にて創立した。

## 教育方針

### 基本方針
夢や志を持ち、将来、社会的に自己実現できる意欲・態度や能力を備えた生徒の育成

### めざす学校像
- 清潔で安全な学校
- 活気に満ち、規律のある学校
- 信頼と愛情に満ちた学校

### めざす生徒像
- 夢や志を持って意欲的に学習し、確かな学力と体力を身につけた生徒
- 相手の立場に立って考え、思いやりの心を持った生徒
- けじめのある行動のできる生徒

### めざす教師像
- 生徒とともに学ぶ教師
- 生徒の良さを認める教師
- 信頼される教師
- 研修に努める教師

## 学校行事
| - 4月 始業式・入学式・ふれあい学級(1年のみ) - 5月 体育会 - 6月 期末考査 | - 7月 終業式 - 8月 - 9月 始業式 | - 10月 中間考査・文化展 - 11月 期末考査 - 12月 終業式 ・修学旅行(2年のみ) | - 1月 始業式 - 2月 - 3月 終業式・卒業式 |

## 校風

### 制服
男子は黒の学生服。
女子はセーラー服にシアンブルーのリボン。

## 部活動
- 運動系部活動
  - 野球
  - 陸上
  - 男子ソフトテニス
  - 女子ソフトテニス
  - 男子卓球
  - 女子卓球
  - 男子バスケット
  - 女子バスケット
  - 女子バレーボール
  - 水泳
  - 空手道
- 文化系部活動
  - 吹奏楽(創部1962年)
  - 美術
- 既に廃部となった部活
  - 柔道
  - 剣道
  - 男子バレーボール
  - サッカー

## その他
- 柔道女子（部ではない）で全国大会優勝経験がある。
- 男子バレーボール部（現在は廃部となっている）が全国大会で準優勝経験がある。
- サッカー部については、同中学校付近にある菜の花大橋の開通や周辺を本拠地とするクラブチームの設立等により廃部となった。
- 吹奏楽部が九州大会に直鞍地区最多の7度出場している。
- 近年、学校周辺の地域の発展が著しく生徒数も再び増加傾向にある。
- 現在、直方市全体で小中一貫教育を推進しており、同中学校では校区内3小学校と活動を行っている。
- 当校は遠賀川に面し、水害時には冠水するため避難所としての利用が不可である[1]。(震災時は別)

## 通学区域・校区

### 通学区域
- 直方市
  - 殿町2番1号～15号、殿町2番23号、殿町3番～4番、古町、津田町、須崎町、日吉町、神正町、新知町、知古一・二・三丁目	、大字知古の一部、大字上新入の一部、大字下新入の一部、大字感田の一部、大字山部の一部、大字直方の一部、丸山町、新町一・二・三丁目、殿町1番、殿町2番16号～19号、殿町5番～16番、大字植木の一部[2]

### 校区
校区内に市役所、警察署、消防署、JR直方駅,JR新入駅、筑豊電気鉄道、平成筑豊鉄道の私鉄駅が3駅、福岡県立鞍手高等学校、大和青藍高等学校等があり、市の
中心部である。
また南北に長いため、近隣中学校の方が近い生徒も多く、問題点となっている。

### 小学校
- 直方市立直方北小学校
- 直方市立直方西小学校
- 直方市立直方南小学校(溝堀一、二、三丁目を除く。)
- 直方市立新入小学校(大字上新入、大字下新入を除く。)[2]
- 直方市立感田小学校(菜の花大橋以北)

## 交通
- JR九州筑豊本線新入駅より徒歩17分